# Evelyn Prentice
Evelyn Prentice is een film uit 1934 onder regie van William K. Howard.

## Verhaal
Evelyn Prentice is getrouwd met een advocaat. Hij wordt verleid door een van zijn cliënten, zij door een dichter...

## Rolverdeling
| Acteur           | Personage                |
| ---------------- | ------------------------ |
| William Powell   | John Prentice            |
| Myrna Loy        | Evelyn Prentice          |
| Una Merkel       | Amy Drexel               |
| Rosalind Russell | Nancy Harrison           |
| Isabel Jewell    | Judith Wilson            |
| Harvey Stephens  | Lawrence 'Larry' Kennard |
| Edward Brophy    | Eddie Delaney            |
| Henry Wadsworth  | Chester Wylie            |
| Cora Sue Collins | Dorothy Prentice         |